# Nervus frontalis
De nervus frontalis of voorhoofdszenuw is een gevoelszenuw in het hoofd, die verantwoordelijk is voor het gevoel in onder meer de huid van het voorhoofd. De nervus frontalis is de grootste van de drie takken van de nervus ophthalmicus. De zenuw loopt aan de onderzijde van het dak van de oogkas (orbita) en splitst zich nog binnen de oogkas in zijn twee eindtakken nervus supratrochlearis en nervus supraorbitalis.
De nervus supratrochlearis betreedt het gelaat via de incisura frontalis en innerveert de huid van de mediale ("binnenste") ooghoek; de nervus supraorbitalis komt via het foramen supraorbitale naar buiten en innerveert onder andere het bindvlies (het slijmvlies dat de oogbol en de binnenkant van de oogleden bekleedt), het bovenooglid en de huid van het voorhoofd tot aan de kruin.